# Čeletice
Čeletice jsou malá vesnice, část obce Hlavňovice v okrese Klatovy v Plzeňském kraji. Nachází se asi tři kilometry západně od Hlavňovic. Čeletice jsou také název katastrálního území o rozloze 1,67 km².

## Historie
První písemná zmínka o vesnici pochází z roku 1395.

## Obyvatelstvo
| Rok            | 1869 | 1880 | 1890 | 1900 | 1910 | 1921 | 1930 | 1950 | 1961 | 1970 | 1980 | 1991 | 2001 | 2011 | 2021 |
| -------------- | ---- | ---- | ---- | ---- | ---- | ---- | ---- | ---- | ---- | ---- | ---- | ---- | ---- | ---- | ---- |
| Počet obyvatel | 95   | 77   | 64   | 66   | 71   | 80   | 58   | 23   | 15   | 8    | 4    | 3    | 7    | 7    | 5    |
| Počet domů     | 9    | 9    | 10   | 10   | 10   | 10   | 10   | 9    | 9    | 4    | 4    | 6    | 6    | 7    | 7    |

## Obecní správa
Při sčítání lidu v letech 1850–1959 Čeletice byly osadou obce Zámyšl v okrese Sušice. Od roku 1960 jsou částí obce Hlavňovice v okrese Klatovy.